# Kantonnale bank

Logo van de Vereniging van Zwitserse Kantonnale Banken.

De kantonnale banken (Duits: Kantonalbanken, Frans: banques cantonales, Italiaans: banca cantonali) zijn de 24 Zwitserse commerciële banken die hoofdzakelijk eigendom zijn van de verschillende Zwitserse kantons. De meeste kantonnale banken werden opgericht gedurende de 19e eeuw. 21 kantonnale banken kennen hun klanten een staatswaarborg toe. Het samenwerkingsverband van de kantonnale banken is de Vereniging van Zwitserse Kantonnale Banken.

## Beschrijving
Traditioneel staan de kantonnale banken vooral sterk in spaar- en hypotheekproducten. De kantonnale banken worden gecontroleerd en gereguleerd door de Vereniging van Zwitserse Kantonnale Banken, die zetelt in Bazel.
Als groep vertegenwoordigen de kantonnale banken ongeveer 30% van de banksector in Zwitserland, met een netwerk van meer dan 800 kantoren en 16.000 werknemers in gans Zwitserland. In 2014 bedroeg het geconsolideerde balanstotaal van alle kantonnale banken ongeveer 500 miljard CHF, wat vergelijkbaar is met dat van de twee andere grote Zwitserse banken UBS en Credit Suisse.
Er zijn kantonnale banken in 24 van de 26 kantons van Zwitserland. Na schandalen en financiële moeilijkheden werden in de jaren 1990 de Kantonnale Bank van Solothurn en de Kantonnale Bank van Appenzell Ausserrhoden geprivatiseerd.
De kantonnale banken hebben soortgelijke logo's, die zijn aangepast aan de kleuren van hun kanton.

## Overzicht
| Kanton                | Kantonnale bank                           | Logo | Oprichting |
| --------------------- | ----------------------------------------- | ---- | ---------- |
| Aargau                | Kantonnale Bank van Aargau                |      | 1913       |
| Appenzell Innerrhoden | Kantonnale Bank van Appenzell Innerrhoden |      | 1899       |
| Bazel-Landschap       | Kantonnale Bank van Basel-Landschaft      |      | 1864       |
| Bazel-Stad            | Kantonnale Bank van Bazel-Stadt           |      | 1899       |
| Bern                  | Kantonnale Bank van Bern                  |      | 1834       |
| Fribourg              | Kantonnale Bank van Fribourg              |      | 1892       |
| Genève                | Kantonnale Bank van Genève                |      | 1816       |
| Glarus                | Kantonnale Bank van Glarus                |      | 1884       |
| Graubünden            | Kantonnale Bank van Graubünden            |      | 1870       |
| Jura                  | Kantonnale Bank van Jura                  |      | 1979       |
| Luzern                | Kantonnale Bank van Luzern                |      | 1850       |
| Neuchâtel             | Kantonnale Bank van Neuchâtel             |      | 1883       |
| Nidwalden             | Kantonnale Bank van Nidwalden             |      | 1879       |
| Obwalden              | Kantonnale Bank van Obwalden              |      | 1886       |
| Sankt Gallen          | Kantonnale Bank van Sankt Gallen          |      | 1915       |
| Schaffhausen          | Kantonnale Bank van Schaffhausen          |      | 1883       |
| Schwyz                | Kantonnale Bank van Schwyz                |      | 1890       |
| Thurgau               | Kantonnale Bank van Thurgau               |      | 1871       |
| Ticino                | Kantonnale Bank van Ticino                |      | 1915       |
| Uri                   | Kantonnale Bank van Uri                   |      | 1915       |
| Vaud                  | Kantonnale Bank van Vaud                  |      | 1845       |
| Wallis                | Kantonnale Bank van Wallis                |      | 1916       |
| Zug                   | Kantonnale Bank van Zug                   |      | 1892       |
| Zürich                | Kantonnale Bank van Zürich                |      | 1870       |